# Monique Loudières
Monique Loudières (París, 15 de abril de 1956) es una bailarina de ballet, coreógrafa y profesora francesa. Es miembro de la Ópera de París desde 1967; en 1982 recibió el estatus de bailarina principal. Después de retirarse de los escenarios en 1996, continuó aceptando invitaciones hasta 2010. Entre 2001 y 2008 fue directora artística de la Escuela Superior de Danza de Cannes Rosella Hightower.

## Biografía
Nació en Choisy-le-Roi, un suburbio de París. Su pediatra le recomendó a sus padres que la niña comenzara a tomar clases de ballet para mejorar su frágil constitución.
Después de estudiar durante cinco años (1967-1972) en la Escuela de Ballet de la Ópera de París, fue admitida en la Opera de París a la edad de 16 años.

## Carrera
Cuando tenía 19 años, bailó sus primeros solos en L'oiseau bleu, en Le spectre de la rose (de Emmanuel Thibault) y Aureole (de Paul Taylor).
Entre las edades de 13 a 26, Loudières fue apadrinada por Yves Brieux quien le dio una comprensión de teatro, escenario, y la idea de proyección. George Balanchine y Jerome Robbins la ayudaron a desarrollar la musicalidad, así como su técnica de respiración.
En 1982, después de que Loudières representara a Kitri en Don Quijote (de Rudolf Nureyev), la directora artística Rosella Hightower la elevó a étoile (‘bailarina estrella’). Representó los papeles de heroínas dramáticas en Giselle, Romeo y Julieta (de Prokófiev) y Onegin. También bailó papeles en los ballets de coreógrafos contemporáneos como George Balanchine, Maurice Béjart y John Neumeier.
También ha trabajado con
Alvin Ailey,
Christine Bastin,
Maurice Béjart,
Joëlle Bouvier,
Nils Christe,
Mats Ek,
William Forsythe,
Martha Graham,
Jiří Kylián,
Daniel Larrieu,
Bianca Li,
Serge Lifar,
Kenneth MacMillan,
John Neumeier,
Régis Obadia,
Roland Petit,
Jerome Robbins,
Paul Taylor y
Twyla Tharp.
Ella creó roles en ballets coreografiados por Rudolf Nureyev: Black and Blue, Washington Square y La dansomanie,
Precipice (de Ailey, en 1983).
y Attentat poétique (de Larrieu, en 1992).
Loudière bailó como invitada en el Ballet de Boston, el Ballet de Tokio, el Teatro alla Scala (de Milán), The Royal Ballet, Stuttgart Ballet, Teatro Colón y en el Festival de Ballet de La Habana. En 1993 fue galardonada con el Gran Premio Nacional de Danza y en 1996 fue condecorada como Comandante de la Orden de Artes y Letras.

## Retiro
Después de retirarse de los escenarios en 1996, continuó aceptando las invitaciones hasta 2010.
En 1997 creó el papel de Sylvia (de Neumeier), y bailó Giselle en el homenaje a Yvette Chauviré, en 1998.
Ha buscado el equilibrio entre el trabajo y la vida familiar, estando casada y con dos hijos.
Loudière ha enseñado danza desde los 30 años de edad.
Entre 2001 y 2008 fue la directora artística y pedagógica de la Escuela Superior de Danza de Cannes «Rosella Hightower».